# Danny Groulx
Danny Groulx (* 23. Juni 1981 in LaSalle, Québec) ist ein ehemaliger kanadischer Eishockeyspieler, der im Verlauf seiner aktiven Karriere zwischen 1997 und 2015 unter anderem in der American Hockey League und zahlreichen europäischen Ligen auf der Position des Verteidigers gespielt hat.

## Karriere
Groulx spielte während seiner Juniorenzeit zunächst für die Foreurs de Val-d’Or in der Ligue de hockey junior majeur du Québec, die ihn im LHJMQ Entry Draft 1997 in der ersten Runde an elfter Stelle ausgewählt hatten. Gleich in seinem Rookiejahr gewann der Verteidiger mit dem Team den Coupe du Président. Dadurch bedingt nahm die Mannschaft auch am Memorial Cup teil, wo die Mannschaft allerdings den vierten und letzten Platz belegte. Auch in der folgenden Spielzeit ging Groulx für die Foreurs auf Eis, wurde allerdings im Dezember 1998 in einem Transfergeschäft an den Ligakonkurrenten Titan d’Acadie-Bathurst abgegeben. Für die Titan bestritt der Abwehrspieler in der Spielzeit ebenso 36 Partien wie für Val-d’Or. Am Ende der Playoffs konnte er mit Acadie-Bathurst ebenfalls den Coupe du Président gewinnen, belegte im Memorial-Cup-Turnier aber erneut nur den vierten Rang. Vor dem Beginn seiner dritten LHJMQ-Spielzeit wechselte der Franko-Kanadier zu den Tigres de Victoriaville, bei denen er die folgenden drei Spieljahre verbrachte. Nachdem er am Ende der Saison 2000/01 erstmals ins First All-Star Team der Liga gewählt worden war, absolvierte er in seiner fünften und letzten Saison – als sogenannter Overage-Spieler – ein herausragendes Jahr. Mit 112 Punkten in 68 Partien beendete der Verteidiger die reguläre Saison und war auch in den Playoffs, in denen er zum dritten Mal in seiner Karriere den Coupe du Président gewann, mit 39 Scorerpunkten in 22 Spielen überragend. Am Ende der Saison erhielt er zahlreiche Auszeichnungen, darunter die Trophée Émile Bouchard als bester Verteidiger und die Trophée Guy Lafleur als wertvollster Spieler der Liga. Im anschließenden Memorial Cup, den er nach einer Finalniederlage gegen die Kootenay Ice auch im dritten Anlauf nicht gewinnen konnte, wurde er mit der Stafford Smythe Memorial Trophy als wertvollster Spieler des Turniers ausgezeichnet und ins All-Star-Team berufen. Zum Ende seiner Juniorenkarriere war Groulx mit 266 Vorlagen und 332 Scorerpunkten Rekordhalter in diesen Kategorien unter allen LHJMQ-Verteidigern.

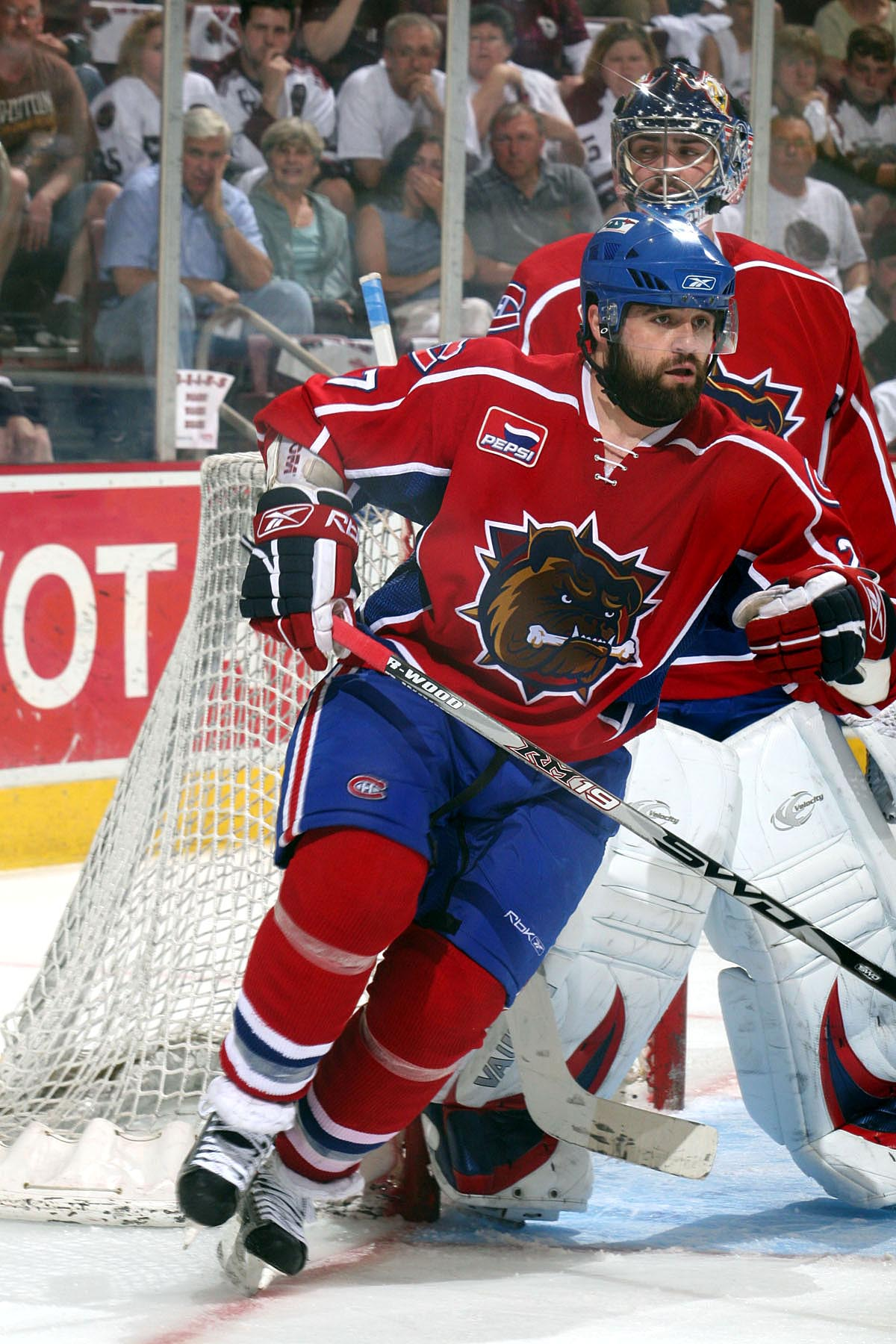
Danny Groulx im Trikot der Hamilton Bulldogs

Da Groulx im NHL Entry Draft von den Franchises der National Hockey League stets unbeachtet geblieben war, nahmen die Detroit Red Wings den Free Agent Anfang August 2002 unter Vertrag. In den folgenden drei Jahren lief der Kanadier für deren Farmteam, die Grand Rapids Griffins, in der American Hockey League auf. Dort konnte er nie an die Leistungen aus seiner letzten Saison in der LHJMQ anschließen und verfiel ins Mittelmaß. Sein bestes Jahr absolvierte er in dieser Zeit in der Saison 2003/04, als ihm 21 Scorerpunkte in 79 Begegnungen für die Griffins gelangen. Bis zu seinem Wechsel zu den Manitoba Moose gegen Ende der Spielzeit 2004/05 kam der Abwehrspieler auf 203 Spiele für Grand Rapids. Bei den Red Wings in der NHL wurde er nicht eingesetzt.
Nachdem Groulx die Saison 2004/05 bei den Manitoba Moose beendet hatte, nahm er im Sommer 2005 ein Vertragsangebot der Kassel Huskies aus der Deutschen Eishockey Liga an, die in der Vorsaison den Klassenerhalt erst am Grünen Tisch erhalten hatten. Der Verteidiger bestritt in der Hauptrunde der Spielzeit 2005/06 51 Spiele für Kassel, konnte mit seinen 13 Scorerpunkten den Gang in die Playdowns aber auch nicht verhindern. Dort stieg die Mannschaft im direkten Duell gegen die Füchse Duisburg ab. Der Abstieg der Huskies in die 2. Eishockey-Bundesliga führte dazu, dass der Vertrag Groulxs nicht verlängert wurde.
Er kehrte daraufhin nach Nordamerika zurück und schloss sich den Hamilton Bulldogs an, die zu dieser Zeit als Farmteam der Canadiens de Montréal fungierten. Die Canadiens hatten den Verteidiger im September ins Trainingscamp eingeladen, ihn aber dann ins Farmteam abgestellt. Mit den Bulldogs bestritt Groulx die gesamte Saison 2006/07, an deren Ende der Gewinn des Calder Cups stand. Er selbst steuerte − nach 16 Vorlagen in der regulären Saison − sechs Tore sowie sechs Vorlagen in 22 Playoff-Spielen bei. Trotz des Erfolges mit Hamilton wechselte der Defensivspezialist zum Spieljahr 2007/08 innerhalb der Liga zu seinem Ex-Team, den Manitoba Moose. Dort bestritt er die an seiner Offensivproduktion gemessen beste Saison seit seinem letzten Jahr bei den Junioren in der LHJMQ. In lediglich 58 Spielen verbuchte er 24 Scorerpunkte. Dies bescherte ihm im September 2008, nachdem er erneut zum Free Agent geworden war, eine Einladung ins Trainingscamp der Chicago Blackhawks. Groulx konnte sich abermals keinen Platz im Kader des Teams erarbeiten und verbrachte die Spielzeit daher im Farmteam bei den Rockford IceHogs. Erneut verbesserte er sein Offensivspiel und stellte deutliche neue Bestwerte in den Kategorien Tore, Vorlagen und Punkte auf. Am 16. Juli 2009 nahm ihn schließlich das Franchise der San Jose Sharks für ein Jahr unter Vertrag, wo er für deren AHL-Kooperationspartner Worcester Sharks spielt. 2010 wechselte er zu Torpedo Nischni Nowgorod in die KHL. Nach einem Jahr in Nischni Nowgorod wurde er zur Saison 2011/12 vom HK Dinamo Minsk verpflichtet. Nach nur vier absolvierten Spielen wechselte er im Oktober 2011 zum Ligarivalen HK Jugra Chanty-Mansijsk.

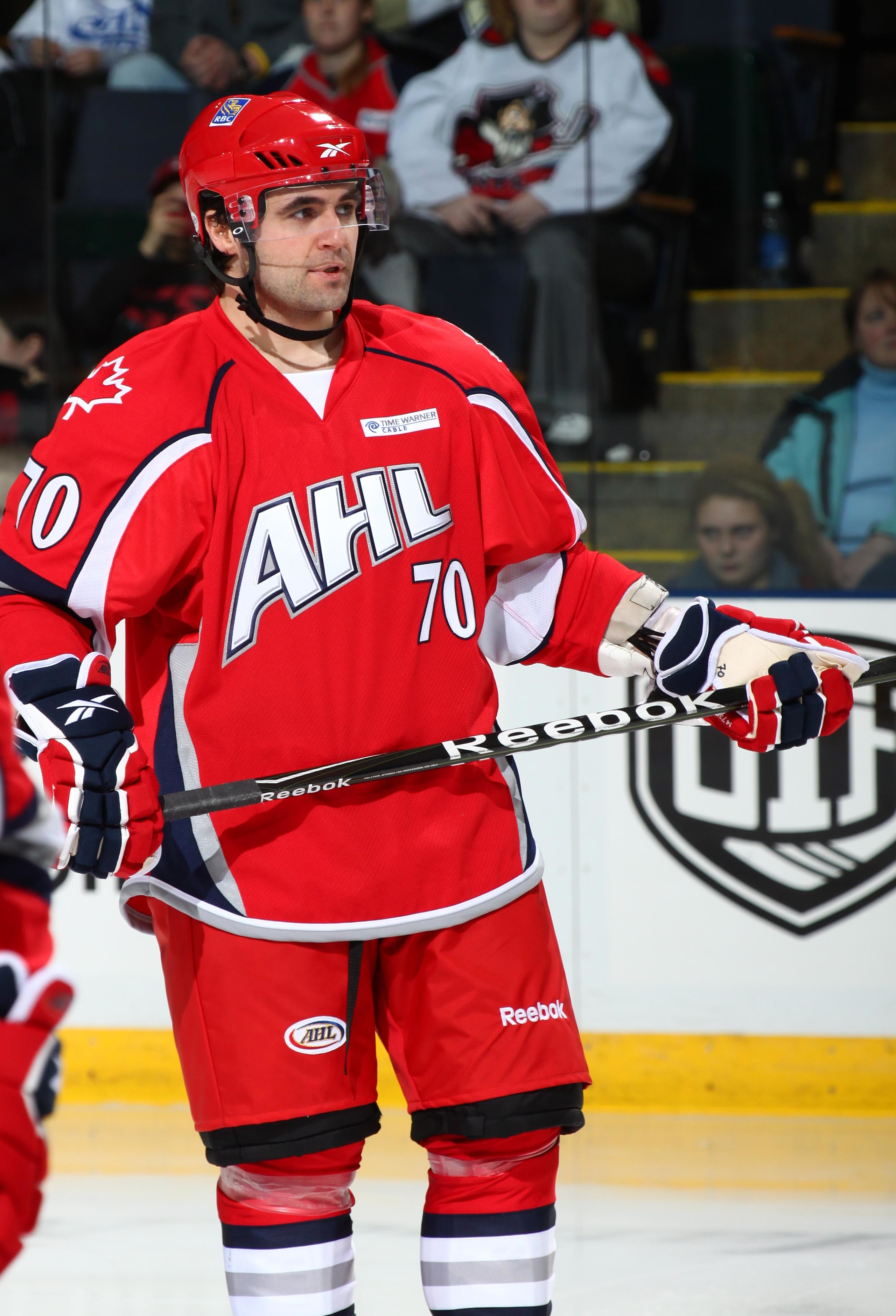
Groulx beim AHL All-Star Classic 2010

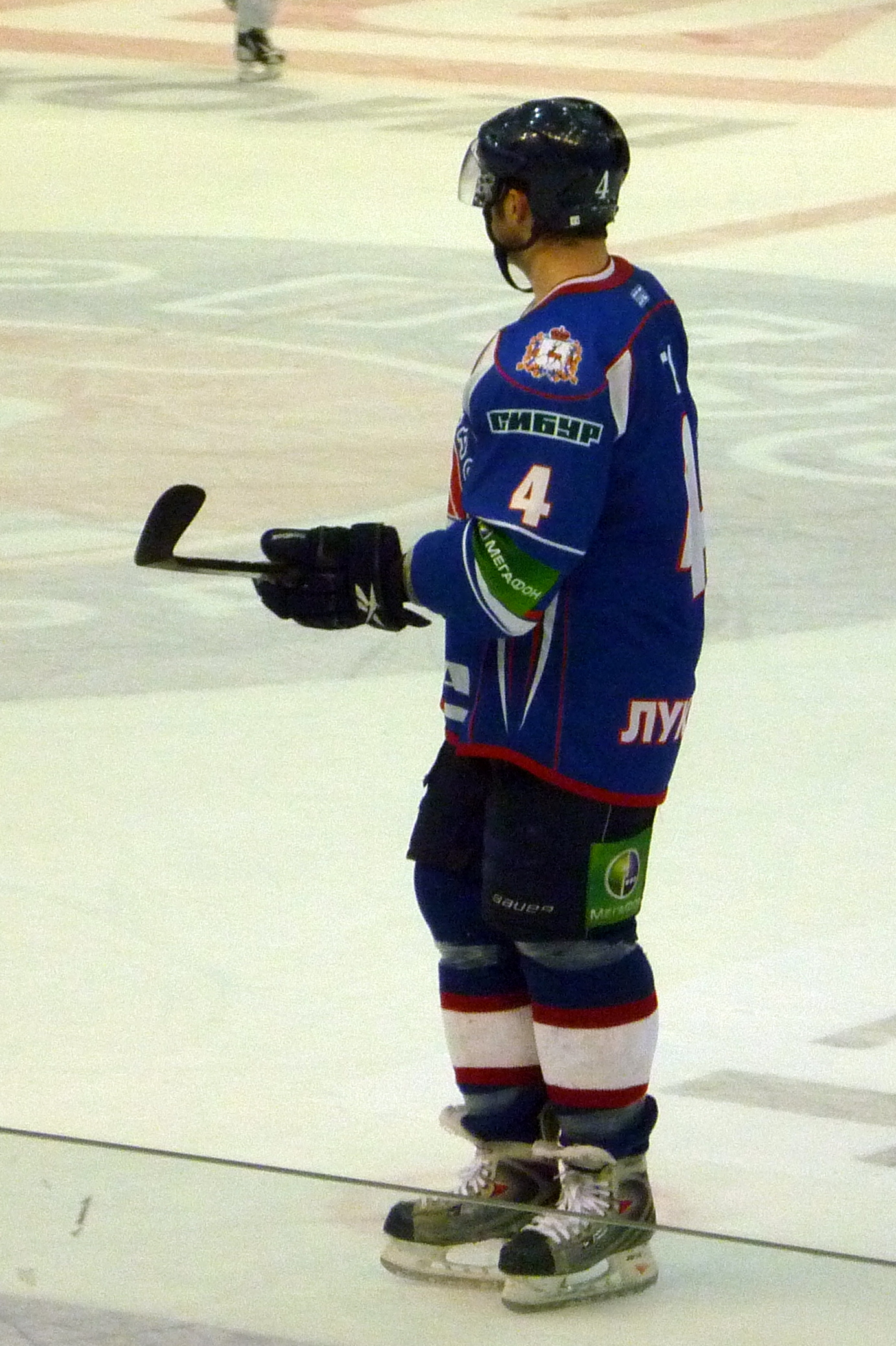
Groulx im Trikot von Torpedo Nischni Nowgorod

Nachdem der Kanadier dort die Spielzeit beendet hatte, kehrte er im Sommer 2012 zu seinem Ex-Klub nach Worcester in die AHL zurück. Noch im Verlauf der Saison 2012/13 wurde er im Tausch für Derek Joslin zum Ligarivalen Chicago Wolves transferiert. Anschließend wechselte Groulx wieder nach Europa und spielte jeweils eine Saison für Porin Ässät in der finnischen Liiga sowie die Dragons de Rouen in der französischen Ligue Magnus, ehe er seine aktive Karriere nach dem Gewinn der französischen Meisterschaft für beendet erklärte.

## Erfolge und Auszeichnungen
| - 1998 Coupe-du-Président-Gewinn mit den Foreurs de Val-d’Or - 1999 Coupe-du-Président-Gewinn mit den Titan d’Acadie-Bathurst - 2001 LHJMQ First All-Star Team - 2002 Trophée Émile Bouchard - 2002 Trophée Guy Lafleur - 2002 Coupe-du-Président-Gewinn mit den Tigres de Victoriaville - 2002 LHJMQ First All-Star Team - 2002 Memorial Cup All-Star Team | - 2002 Stafford Smythe Memorial Trophy - 2002 CHL First All-Star Team - 2007 Calder-Cup-Gewinn mit den Hamilton Bulldogs - 2010 Teilnahme am AHL All-Star Classic - 2010 AHL First All-Star Team - 2010 Eddie Shore Award - 2015 Französischer Meister mit den Dragons de Rouen |

## Karrierestatistik
(Legende zur Spielerstatistik: Sp oder GP = absolvierte Spiele; T oder G = erzielte Tore; V oder A = erzielte Assists; Pkt oder Pts = erzielte Scorerpunkte; SM oder PIM = erhaltene Strafminuten; +/− = Plus/Minus-Bilanz; PP = erzielte Überzahltore; SH = erzielte Unterzahltore; GW = erzielte Siegtore; 1 Play-downs/Relegation; Kursiv: Statistik nicht vollständig)